# طارق صلاحي
طارق ضرغام صلاحي هو صانع نبيذ أمريكي ولاعب بولو دولي وشخصية تلفزيونية. ظهر صلاحي في برنامجين من برامج تلفزيون الواقع، حيث يجتمع النخبة و ربات البيوت الحقيقيات في العاصمة واشنطن على قناة إن بي سي يونيفرسال. في نوفمبر 2009 أصبح معروفًا بحضوره حفل عشاء رسمي في البيت الأبيض كضيف غير مدعو.

## سيرته
هاجر والده ضرغام صلاحي إلى الولايات المتحدة في أربعينيات القرن العشرين من القدس، والدته كورين من بلجيكا. تلقى ضرغام تعليمه كجيولوجي بترول وعمل في الشرق الأوسط والولايات المتحدة. تقاعد واستقر في فرجينيا حيث أصبح مالكًا لمزرعة والتي حولها فيما بعد إلى واحدة من أولى مصانع النبيذ الزراعية في فرجينيا. والدته هي مؤسسة ومديرة مدرسة مونتيسوري في الإسكندرية فيرجينيا.
تلقى صلاحي تعليمه الابتدائي في أكاديمية أسينشن في الإسكندرية ثم تلقى تعليمه الثانوي في أكاديمية راندولف ماكون في فرونت رويال فيرجينيا حيث تخرج عام 1987. تخرج من جامعة كاليفورنيا ديفيس في عام 1994 بدرجة البكالوريوس في علم صناعة النبيذ وإدارة الأعمال.

## حياته المهنية

### مصنع النبيذ أواسيس
في عام 1977 قام والد صلاحي ضرغام بزراعة كروم شاردونيه وكابيرنت ساوفيجنون وميرلوت في مزرعة أواسيس للعنب مما أدى إلى تأسيس مصنع النبيذ الخامس في فيرجينيا. سميت الشمبانيا التي أنتجتها شركة صلاحي عام 1999 ضمن "أفضل 10 أنواع من الشمبانيا والنبيذ الفوار في العالم" من قبل مجلة عشاق النبيذ.
بحسب وثائق المحكمة بدأ صلاحي أيضًا في إدارة عمل تجاري جديد في نفس المبنى الذي يملكه والده في مزرعة أواسيس فينيارد والذي أطلق عليه اسم شركة الواحة. شملت شركة الواحة عمليات السياحة النبيذية وجولات في مناطق النبيذ وأعمال تنظيم المناسبات والمطاعم.
نشأ نزاع بين صلاحي وعائلته بشأن مسائل تجارية بين كرم الواحة وشركة الواحة. رفع دعوى قضائية زعمت فيها والدة عائلة صلاحي المريضة وفقًا لملفات المحكمة أنه تم توجيه الأصول من مصنع النبيذ إلى شركة الواحة لدعم المبادرات السياحية. دافع صلاحي عن التهم الموجهة إليه وقدم اتهامات مضادة ضد والديه ومحاميهما. بدأ في البحث عن مستثمرين لشراء العقار من والديه لكن لم يتم التوصل إلى أي اتفاق على الإطلاق. أوقف مصنع النبيذ عملياته مؤقتًا وتم إسقاط الدعوى القضائية دون حل.
تقدمت شركة كرم الواحة بطلب للحماية من الإفلاس في عام 2008، و طرحت أصول مصنع النبيذ الخاص بها في مزاد علني في أواخر عام 2011. أعلنت شركة الواحة إفلاسها في عام 2009. توفي ضرغام صلاحي في 6 أكتوبر 2010 وأصدر طارق بيانًا جاء فيه "في الأيام الأخيرة اجتمعنا معًا كعائلة".
في منتصف عام 2011 رفع طرفان مختلفان دعوى قضائية ضد زوجة صلاحي ميشيل صلاحي بتهمة أخذ أموال بطريقة احتيالية مقابل جولات النبيذ التي لم يتم تسليمها أبدًا. في 23 أبريل 2012 رفع المدعي العام لولاية فرجينيا كين كوتشينيلي الثاني دعوى قضائية ضد زوجة صلاحي ميشيل لانتهاكها قانون حماية المستهلك في فرجينيا لفشلها في تنظيم الجولات التي قاموا بشراؤها وفشلت في تقديم المبالغ المستردة للجولات الملغاة والشركات الأخرى كشركاء رسميين كانت لها علاقة بأعمالها. بعد فترة وجيزة أعلن طارق أنه سيترشح ضد كوتشينيلي في انتخابات عام 2013 لمنصب حاكم ولاية فرجينيا.
في مايو 2013 بيعت الأراضي والمباني التابعة لمصنع النبيذ السابق أواسيس في مزاد بمبلغ 1.1 مليون دولار بهدف إرضاء الدائنين وهو ما يمثل نهاية علاقة عائلة صلاحي مع مصنع النبيذ أواسيس. كانت والدة صلاحي كورين هي المالك الوحيد المستفيد من العقار في وقت البيع.
نجح طارق صلاحي في الاحتفاظ بالعلامة التجارية لشركة واحة النبيذ ويقوم حاليًا بتوزيع النبيذ تحت اسمي خمور الواحة واحتفال نبيذ. هو أيضًا وكيل سفر يدير رحلات بحرية مثل فنادق في البحر ومنتجعات في البحر.

### الخدمة العامة
كان صلاحي عضوًا في مجلس إدارة فرقة العمل الأمريكية، وهي منظمة عملت بشكل وثيق مع رؤساء الدول من الولايات المتحدة والأردن وإسرائيل وفلسطين مكرسة لحل الدولتين السلمي بين إسرائيل وفلسطين. في عام 2002 أطلقت عليه جمعية اللوكيميا والليمفوما لقب الرجل الوطني لهذا العام وذلك بسبب جمعه 120 ألف دولار للأعمال الخيرية.
قام حاكم ولاية فرجينيا جيم جيلمور بتعيين صلاحي في عام 2000 لفترة مدتها ثلاث سنوات في مجلس النبيذ في فرجينيا. في ختام تلك الفترة رشح حاكم ولاية فرجينيا مارك وارنر صلاحي رئيسًا لمكتب السياحة النبيذية في فرجينيا. كان صلاحي أحد الأعضاء الخمسة عشر لمجلس إدارة مؤسسة السياحة في فيرجينيا "المجلس الذي يشكل سياسة السياحة في فيرجينيا" والذي عينه الحاكم تيم كين في عام 2006. وقال كين لشبكة ام اس ان بي سي:
زعمت منظمة "رحلة من أجل العلاج" على موقعها الإلكتروني أنها "بكل فخر، تُخصّص 100% من تمويلها مباشرةً لإيجاد العلاج، وليس لدينا موظفون مدفوعو الأجر". واستنادًا إلى سجلات مصرفية تم الحصول عليها من خلال تحقيق مكتب شؤون المستهلكين في ولاية فرجينيا (أوه سي أيه)، زعم المدعي العام أن 33% فقط من نفقات "رحلة من أجل العلاج" في عام 2007، و0.6% من نفقاتها في عام 2008، ذهبت مباشرةً إلى الجمعيات الخيرية المعنية بالوقاية من الأمراض. وعوضًا عن ذلك، أُنفقت مبالغ طائلة على النفقات العامة لجمع التبرعات.

خلال فترة توليه منصبه أنشئ ممر النبيذ في فيرجينيا ومسار النبيذ في لاودون وممر النبيذ في بلو ريدج وتحالف مصانع النبيذ في فيرجينيا مما أدى وفقًا لدراسة أجرتها وزارة الزراعة الأمريكية إلى جذب 980 ألف سائح نبيذ إلى الولاية منهم 336 ألفًا زاروا مصانع النبيذ في بيدمونت.
بعد حادثة خرق أمن البيت الأبيض عام 2009 كتب زعيم الأغلبية في مجلس شيوخ ولاية فرجينيا تومي نورمنت رسالة إلى الحاكم كين يطلب فيها إقالة صلاحي من المجلس: "إن سلوك السيد صلاحي المشين الأخير وترقيته الشخصية فيما يتعلق باقتحامه البيت الأبيض لا يعكسان الصورة التي نحتاجها للسياحة في فرجينيا وسأكون ممتنًا لو اتخذتم إجراءً سريعًا لتجنب أي مواقف سلبية أخرى." استقال صلاحي من مجلس السياحة في فرجينيا في 7ديسمبر2009.

### البولو
بدأ صلاحي ممارسة رياضة البولو عندما كان عمره 16 عامًا وكان متنافسًا منتظمًا في الفريق الوطني الأمريكي وفاز فريقه الواحة بلقبين في بطولة رابطة البولو الأمريكية الوطنية في عامي 1997 و1998.
شارك صلاحي في رعاية كأس الشجاعة في عام 2006 وهو حدث خيري للبولو يهدف إلى جمع الأموال لتمكين الشباب الحضري من تجربة الأنشطة الفروسية. في ذلك العام كان قائدًا لفريق البولو الأمريكي ضد تشارلز أمير ويلز. يقال إن النزاع حول السيطرة واستخدام عائدات كأس الشجاعة أدى إلى قيام آل صلاحي بتأسيس كأس أمريكا للبولو في عام 2007. نشأت مزاعم بشأن إساءة استخدام عائدات الحدث الخيري الجديد. في ديسمبر 2009 فتحت وزارة الزراعة وخدمات المستهلك في ولاية فرجينيا تحقيقًا في الحدث السنوي.
أقيمت مباراة كأس أمريكا للبولو 2010 في 12 يونيو في ناشيونال مول في واشنطن العاصمة وتم الإعلان عن الفريقين وهما الولايات المتحدة والهند. كان سعر التذكرة المعلن عن الحدث 95 دولارا للشخص الواحد، حضر الحدث حوالي 250 شخصًا مع طعام من مطبخ بوبايز لويزيانا ومطعم بي إف تشانغز تشاينا بيسترو. ذكرت تقارير الحدث أن اللاعبين الذين مثلوا الهند كانوا في الواقع من أصل باكستاني وكانوا من فلوريدا.
صرح متحدث باسم سفارة الهند بأن السفارة أو حكومة الهند ليس لها أي علاقة بالحدث. وقد حدد موقع الحدث والزي الرسمي للفريق الأمريكي شركة هندية وهي بيرة كينغفيشر كراعٍ. نفى متحدث باسم شركة الرفراف أن تكون الشركة قد رعت الحدث. صرح ياشبال سينغ رئيس مجلس الإدارة والرئيس التنفيذي لشركة شركة ميندوسينو للتخمير الشركة الأم لشركة الرفراف.
أعلنت بطولة كأس أمريكا للبولو إفلاسها بموجب الفصل السابع من قانون الإفلاس في أكتوبر 2010. فازت الفرق التي ينتمي إليها صلاحي ببطولة كأس رئيس الساحة الوطنية وكأس التحدي الوطني للاتحاد الأمريكي للبولو خلال عام 2020، وفاز الفريق الذي قاده صلاحي بواحدة من أشهر مباريات البولو في العالم في بطولة بنتلي وستيلا أرتوا العالمية في نوفمبر من ذلك العام.

## خروقات أمنية في حفل عشاء الولاية الأمريكية لعام 2009
في يونيو 2005 بينما كان عضوًا في مجلس الشيوخ التقط باراك أوباما صورة مع عائلة صلاحي وفرقة بلاك آيد بيز في حفل عشاء جوائز روك ذا فوت السنوي الثاني عشر في متحف البناء الوطني. كما قام آل صلاحي بخرق حفل العشاء الذي أقيم في 26 سبتمبر/أيلول 2009 للكتلة السوداء في الكونجرس حيث كان الزوجان يلتقطان الصور مع النائب تشاك رانجيل وستار جونز ثم طلب منهما أفراد الأمن المغادرة. في 2 ديسمبر 2009، في برنامج عرض اليوم زعموا أنهم حصلوا على تذاكر لهذا الحدث من مجموعة مجموعة جاردنر القانونية لكن المتحدثة باسم الكتلة البرلمانية مورييل كوبر دحضت هذا الادعاء.
"أول ما علم أفراد أمن البيت الأبيض بخطئهم في السماح لهم بالدخول [إلى حفل العشاء الرسمي في 24 نوفمبر/تشرين الثاني 2009] كان عندما نشر الزوجان صورًا من العشاء على صفحتهما على فيسبوك." لاحظ الضيف المدعو برايان ويليامز مذيع برنامج ان بي سي نايتلي نيوز أن سيارة صلاحي الرياضية تُمنع من دخول البوابة الشرقية. وبعد ذلك رأى الصلاحي وطاقمه يغادرون سيارتهم ويتجهون إلى البيت الأبيض. دخلوا من خلال نقطتي تفتيش أمنيتين واحدة فقط منهما فحصت بطاقة الهوية الشخصية. أصدر البيت الأبيض في 27 نوفمبر صورًا للزوجين مع الرئيس أوباما ونائب الرئيس جو بايدن ورئيس الأركان رام إيمانويل وغيرهم من المشاهير الحاضرين.
أصدر مدير جهاز الخدمة السرية مارك سوليفان بيانا في 27 نوفمبر قال فيه إن جهاز الخدمة السرية "يشعر بقلق عميق وإحراج بسبب الظروف المحيطة بالعشاء الرسمي" وأشار بيان سوليفان كذلك إلى أن" النتائج الأولية لتحقيقنا الداخلي حددت عدم اتباع البروتوكولات المعمول بها عند نقطة التفتيش الأولية مما يؤكد وجود شخصين على قائمة الضيوف".
كتب النائب بيتر تي. كينج وهو جمهوري من نيويورك رسالة إلى لجنة الأمن الداخلي بمجلس النواب الأمريكي يطلب فيها إجراء تحقيق في هذا الحادث. كما نظرت الخدمة السرية أيضًا في توجيه اتهامات جنائية ضد آل صلاحي.

## مؤسسة رحلة من أجل العلاج
في عام 2009 قاموا بإدراج زوجة صلاحي آنذاك ميشيل كمديرة لمؤسسة رحلة العلاج المرتبطة بفرقة الروك جورني. أصدر مكتب شؤون المستهلك التابع لوزارة الزراعة وخدمات المستهلك في ولاية فرجينيا بيانًا صحفيًا حذّر فيه المستهلكين من أن "مؤسسة رحلة العلاج الكائنة في 14141 طريق هيوم هيوم فرجينيا قد طلبت تبرعات من مواطني فرجينيا لأغراض خيرية مزعومة. ومع ذلك وحتى 13 مايو/أيار 2009 لم تكن هذه المنظمة قد سجلت نفسها لدى المفوض ولم تحصل على إعفاء مناسب منه وفقًا لما يقتضيه القانون".
في 28 فبراير/شباط 2012 أعلن مكتب المدعي العام لولاية فرجينيا عن التوصل إلى تسوية مع صلاحي حيث سيدفع غرامة عن الانتهاكات. وفقا للنائب العام :
زعمت منظمة "رحلة من أجل العلاج" على موقعها الإلكتروني أنها "بكل فخر تُخصّص 100% من تمويلها مباشرةً لإيجاد العلاج وليس لدينا موظفون مدفوعو الأجر". واستنادًا إلى سجلات مصرفية تم الحصول عليها من خلال تحقيق مكتب شؤون المستهلكين في ولاية فرجينيا (أوه سي أيه) زعم المدعي العام أن 33% فقط من نفقات "رحلة من أجل العلاج" في عام 2007 و0.6% من نفقاتها في عام 2008 ذهبت مباشرةً إلى الجمعيات الخيرية المعنية بالوقاية من الأمراض. وعوضًا عن ذلك أُنفقت مبالغ طائلة على النفقات العامة لجمع التبرعات.

و زعم مكتب المدعي العام كذلك أن الجمعية الخيرية قدمت بيانات مالية غير دقيقة إلى الجهات التنظيمية بالولاية وطلبت أموالًا في فيرجينيا من عام 2004 إلى عام 2009 دون الحصول على التسجيل المناسب وكما فشلت في الاحتفاظ بالسجلات المالية السليمة وفشلت في تزويد الدولة بالمعلومات المالية المطلوبة عندما توقفت عن طلب التبرعات هناك في عام 2010.
اتُهمت زوجة صلاحي في ذلك الوقت بانتهاك قانون طلب التبرعات شخصيًا من خلال التوقيع على إشعار يفيد بأن المؤسسة مسجلة لدى مكتب شؤون المستهلك. بينما أنها لم تكن كذلك والتوقيع على بيان تسجيل يتضمن ادعاءات كاذبة حول المعلومات المالية وتاريخ المؤسسة.
وفي اتفاقية التسوية وافق صلاحي على دفع مبلغ 2500 دولار أمريكي نيابة عن زوجته كغرامات مدنية و7500 دولار أمريكي لتعويض فيرجينيا عن أتعاب المحاماة وستدفع منظمة رحلة العلاج 25000 دولار أمريكي كغرامات مدنية.

## ظهوره على التلفزيون
ظهر صلاحي في برنامجين تلفزيونيين واقعيين (مفصلين أدناه) وقاموا بإنتاج أفلام وثائقية حول حادثة خرق الأمن في البيت الأبيض.
في عام 2009 قدم برنامج ساترداي نايت لايف محاكاة ساخرة لحادثة خرق الأمن في البيت الأبيض.
ظهرت عائلة صلاحيس في عام 2010 في برنامج تلفزيون الواقع ربات البيوت الحقيقيات في العاصمة واشنطن. ودخل الزوجان في صدامات مع أعضاء فريق التمثيل المميزين الآخرين واستمرت الصراعات بعد بث البرنامج. لم يكن الإنتاج متناسبًا مع عائلة صلاح وتضمن تغطية تفصيلية لحادثة اقتحام بوابة البيت الأبيض. لاحظ النقاد أن منتجي العرض قاموا بتحرير المادة بطرق مبالغ فيها في الحقيقة.
في عام 2014 خسر صلاحي مباراة ملاكمة مشهورة أمام خوسيه كانسيكو في برنامج خاص بالدفع مقابل المشاهدة على دايركتتف.

### انتخابات حاكم ولاية فرجينيا لعام 2013
في 25 أبريل 2012 أعلن صلاحي ترشحه كجمهوري لمنصب حاكم ولاية فرجينيا في انتخابات حاكم ولاية فرجينيا لعام 2013. وفي إعلانه عن ترشحه ذكر صلاحي أن ترشحه سيكون ردا على دعوى قضائية رفعها مؤخرا ضده المدعي العام لولاية فرجينيا كين كوتشينيلي الثاني الذي كان يأمل في أن يصبح مرشح الحزب الجمهوري لمنصب حاكم الولاية. وأضاف أن الدعوى القضائية جعلته يدرك حجم أموال دافعي الضرائب التي يهدرها السياسيون. في 4 ديسمبر 2012، أعلن صلاحي عن تأسيس موقع "Crashthevote.com" للترويج لترشحه. وذكر الموقع أن برنامجه يتضمن: تعزيز كومنولث فرجينيا وتعزيز الجيش سواء قواتنا أو العاملين في الدفاع وزيادة الوظائف ودعم الأعمال التجارية ودعم السياحة ودعم الزراعة وخفض الضرائب وإلغاء ضريبة السيارات ودعم إنتاج الطاقة الصديقة للبيئة.
في 14 يناير 2013 أعلن صلاحي أنه سيترشح لمنصب حاكم ولاية فرجينيا كمستقل. وأوضح أنه أُبلغ بأن رفضه في شهر ديسمبر التوقيع على تعهد بدعم جميع المرشحين الجمهوريين لعام 2013 قد يؤدي إلى استبعاده من عملية ترشيح الحزب الجمهوري. وأوضح أنه لا يستطيع "الموافقة على أي شيء يؤمن به كوتشينيلي".
فشل صلاحي في تقديم التوقيعات اللازمة إلى مجلس انتخابات ولاية فيرجينيا بحلول الموعد النهائي في 11 يونيو 2013 ولم يظهر في الاقتراع كمستقل. قام بتحويل حملته إلى حملة كتابة وقال إنه سيسعى للحصول على مقعد في الكونجرس إذا لم يفز بمنصب الحاكم. وكان من المقرر أيضًا أن ينتج فيلم يوثق حملة صلاحي من قبل مجموعة كامبل ميديا لكن شركة الإنتاج واجهت اتهامات قانونية لاستهداف وخداع موضوعات أفلامها.
كان صلاحي واحدًا من اثنين من المرشحين المعلن عنهم لمنصب الحاكم إلى جانب جون بارميلي جونيور وهو متقاعد من البحرية. حصل جميع المرشحين المسجلين على 11087 صوتًا أي ما يعادل 0.49% من إجمالي الأصوات المدلى بها.

### انتخابات الكونجرس 2014
في ديسمبر 2013 أعلن صلاحي أنه سيترشح في الانتخابات التمهيدية للحزب الجمهوري للمنطقة العاشرة في ولاية فرجينيا في انتخابات عام 2014 لخلافة فرانك وولف النائب الجمهوري المتقاعد. ومع ذلك انسحب من الانتخابات التمهيدية للحزب الجمهوري في المنطقة العاشرة وانتقل إلى حزب الخضر المستقلين في مارس 2014 للترشح لمقعد المنطقة السابعة في الكونجرس في ولاية فرجينيا والذي يشغله حاليًا إريك كانتور. حاول صلاحي جمع 1000 توقيع للدخول إلى الاقتراع. في يونيو 2014 قدم صلاحي 2051 توقيعًا إلى مجلس انتخابات ولاية فيرجينيا ولكن 480 منها فقط كانت صالحة ولم يظهر في ورقة الاقتراع.

## حياته الشخصية
التقى صلاحي بميشيل هولت في حفل استقبال مولود جديد عام 2000 والذي أقامه وكيل العقارات ن. كيسي مارجيناو وزوجته مولي في ماكلين فيرجينيا. تزوجا في عام 2003 في كاتدرائية القديس ماثيو الرسول في واشنطن العاصمة. أقيم حفل الاستقبال في مصنع النبيذ العائلي صلاحي وقاموا بإعداده بواسطة 46 طاهيًا وقاموا باستضافته في قاعة 36,000-قدم-مربع (3,300 م2) خيمة واختتمت الحفلة بعرض للألعاب النارية لمدة ثلاثين دقيقة وكعكة زفاف يبلغ ارتفاعها ثمانية أقدام. شملت قائمة الضيوف 1836 ضيفًا بما في ذلك قاضي المحكمة العليا أنتوني كينيدي والسفيرة الأمريكية السابقة لدى أيرلندا مارغريت هيكلر وعدد كبير من كبار الشخصيات في وزارة الخارجية الأمريكية ووكالة المخابرات المركزية ومجلس الشيوخ الأمريكي والكونجرس الأمريكي وغيرهم من الضيوف الدبلوماسيين رفيعي المستوى. قاموا بتأجيل حفل الزفاف مرارًا وتكرارًا مما دفع قاضي المحكمة العليا الأمريكية كينيدي إلى الإدلاء بتصريح مفاده أنه بحاجة إلى إصدار "استدعاءات" للعروس والعريس.
في 13 سبتمبر 2011 أبلغ صلاحي عن اختفاء ميشيل وربما اختطافها بعد أن اتصلت به ميشيل لتقول له إنها في طريقها إلى منزل والدتها ولكن وفقًا لوالدتها لم تصل بعد. قاموا بالعثور عليها بعد فترة وجيزة عندما اكتشفت سلطات إنفاذ القانون أنها هربت مع نيل شون عازف الجيتار في فرقة الروك جورني ولم تكن تريد أن يعرف صلاحي مكانها.
في 16 سبتمبر 2011 تقدم صلاحي بطلب الطلاق من ميشيل على أساس الزنا والهجر أو الانفصال. أعاد صلاحي تقديم القضية بعد ذلك بفترة وجيزة مع بعض التعديلات ولكن زوجته تقدمت أيضًا بطلب الطلاق في 15 ديسمبر 2011 مستشهدة بأسباب "تهديدها وارتكاب العنف ضدها والقسوة والهجر". في 22 ديسمبر 2011 رد صلاحي على دعوى الطلاق التي رفعتها ميشيل بتقديم طلب جديد للطلاق على أساس الزنا والهجر.
في 20 أغسطس 2012 أصدر القاضي دينيس إل. هوب حكمًا نهائيًا بالطلاق للزوجين صلاحي بعد إجراءات تسوية مثيرة للجدل. في 1 يناير 2016 تزوج صلاحي من شريكته التجارية ليزا سبودن.

## روابط خارجية
- طارق صلاحي على موقع IMDb (الإنجليزية)